# Sainte-Julie (Québec)
Sainte-Julie è un comune del Canada, situato nella provincia del Québec, nella regione di Montérégie.